# Virgil Trofin
Virgil Trofin (n. 23 iulie 1926, Lipovăț, Vaslui - d. 1984, Călărași) a fost un om politic comunist român. La început, a fost apropiat de Ana Pauker iar ulterior de Nicolae Ceaușescu. A decedat la 58 de ani iar cauza morții sale este incertă. A fost membru al Partidului Comunist Român din 15 noiembrie 1945. În 1981 a fost exclus din CC al PCR și a fost acuzat că a încălcat regulile partidului pentru că a aprobat furnizarea de cărbuni de proastă calitate, care au deteriorat stații electrice.

## Biografie
Virgil Trofin a intrat în PCR în anul 1945. Fiind membru al Comitetului Central al Uniunii Tineretului Comunist, Trofin a lucrat în perioada 1945 - 1947 direct cu Nicolae Ceaușescu. Trofin primește grad militar de la Direcția Politică Superioară a Armatei și devine aghiotantul lui Ceaușescu în momentul în care PCR declanșează procesul de stalinizare a României, avansând până la gradul de colonel. Direcția Politică a Armatei urmărea îndoctrinarea marxist-leninistă a militarilor. Cu ocazia îndepărtării grupului Teohari Georgescu, Vasile Luca și Ana Pauker, drumul spre afirmare a lui Virgil Trofin era deschis.
Virgil Trofin a participat  la reprimarea agitației din rândurile studențimii române manifestată după revolta de la Budapesta. Fiind secondat de către Florian Dănălache, prim-secretarul Bucureștiului, și urmând indicațiile lui Leonte Răutu, Trofin a jucat un rol decisiv în înăbușirea tendințelor spre liberalizare din mediul universitar. A fost un membru important al grupului din cadrul Partidului Comunist Român care l-a sprijinit în 1965 pe Nicolae Ceaușescu ca succesor al lui Gheorghe Gheorghiu Dej. În calitatea sa de prim-secretar al CC al UTC, printre colaboratorii săi apropiați s-au numărat Ion Iliescu, Cornel Burtică, Ștefan Bârlea, Petru Enache și Ștefan Andrei. Împreună cu Vasile Patilineț contribuie la ruinarea politică a lui Alexandru Drăghici cu ocazia Congresului al IX-a al PCR. Fiind practic a doua personalitate a Partidului Comunist Român în perioada 1968 - 1969, el pierde în perioada imediat următoare încrederea lui Nicolae Ceaușescu și poziția de secretar al Comitetului Central, preluând funcția de președinte al Uniunii Naționale a CAP-urilor. Deținând mai multe portofolii ministeriale, anul 1981 îi aduce excluderea din CC al PCR cu vot de blam.

## Familie
Virgil Trofin a avut cu Eugenia Trofin, o fată Ana și un fiu, Mircea Trofin, judecător la Judecătoria Târgu Mureș, care s-a căsătorit cu manechinul Melek Amet între anii 1979 - 1982, în perioada când el era procuror. Cu ocazia căsătoriei, Virgil Trofin i-a cerut permisiunea lui Nicolae Ceaușescu care ar fi spus:
„Dintr-o țară cu 20 și ceva de milioane de români tocmai c-o turcoaică te-ai găsit să te însori?”—Nicolae Ceaușescu
 Ana Trofin a devenit actriță la teatrul Giulești, Odeon în București. Aceasta a decedat în urma unui cancer necruțător la vârsta de 50 de ani.
După căsătoria cu Mircea Trofin, Melek Amet a fost căsătorită și cu Sergiu Mocanu, administratorul Partidului Democrat.
Numele fetei, Ana, a fost dat în onoarea Anei Pauker.
Ana Trofin a născut două fete: Oana și Eliza. Eugenia a decedat in anul 2009.

## Studii
- Patru clase profesionale;
- Șapte clase primare;
- Școala medie;
- Universitatea Serală de Marxism - Leninism;
- Facultatea de Economie Generală la Școala Superioară de Partid „Ștefan Gheorghiu“.

## Funcții importante
A fost membru al CC al PMR, prim-secretar al CC al UTM, viceprim-ministru.
A fost membru (1955-1984) și secretar al CC al PCR (1965-1972), membru al Consiliului Politic Executiv (1969-1984), prim-secretar al CC al UTM (1956-1964), ministru al Comerțului Interior și viceprim-ministru al guvernului (1972-1974), președinte al Comitetului pentru Problemele Consiliilor Populare (1973-1974), prim-secretar al județului Brașov (1974-1977), ministru al Economiei Forestiere și Materialelor de Construcție (1977-1978), ministru al Minelor, Petrolului și Geologiei (1978-1981), președinte al Consiliului de coordonare a dezvoltării bazei energetice și funcționarea sistemului energetic național (1978-1981), director al IAS Mircea Vodă, jud. Călărași (1982-1984).

## Cronologie
- 1939 - 1944 -- a fost lucrător mecanic și ucenic în Iași la diferite ateliere;
- 15 noiembrie 1945 -- devine activist al Comitetului Central al Uniunii Tineretului Muncitoresc (UTM)
- 1945 - 1946 -- are funcția de Secretar al Comitetului Regional al Uniunii Tineretului Comunist din Iași;
- 1946 - 1948 -- este activist al Comitetului Central al Uniunii Tineretului Comunist (UTC)
- 1948 - 1951 -- deține funcția de Șef de Secție al UTM
- 1951 -- preia funcția de locțiitor al șefului direcției de organizare UTM, după care devine șeful direcției de propagandă și agitație, șeful direcției de organizare și instructaj la DSPA;
- 1954 - 1956 -- este secretarul Comitetului Central al UTM
- 1956 - 1964 -- devine prim-secretarul Comitetului Central al UTM
- 1964 - 1965 -- preia funcția de Adjunct al șefului Direcției organizatorice a Comitetului Central al Partidului Muncitoresc Român
- 1965 -- este șeful organizațiilor de partid
- 1965 - 1971 -- este Secretarul Comitetului Central al UTC
- 1969 - 1974 -- face parte ca membru din Consiliul Apărării al Republicii Socialiste România. El coordonează activitatea Comitetului Central al UTC, al PCR și al Consiliului Național al Femeilor făcând legătura organizatorică cu Consiliul Central al UNCAP-ului și al UGSR-ului;
- 1969 - 1971 -- este președintele UNCAP-ului
- 1971 - 1972 -- îndeplinește funcția de președinte al Consiliului Central al UGSR-ului
- 1972 - 1974 -- este vicepreședintele Consiliului de Miniștri îndeplinind simultan și funcția de Ministru al Comerțului Interior
- 1973 - 1974 -- este numit în funcția de președinte al Comitetului pentru Problemele Consiliilor Populare
- 1974 - 1977 -- este prim-secretar al Comitetului județean de partid Brașov și președinte al CPEX al Consiliului popular al județului
- 1977 - 1978 -- devine ministrul Economiei Forestiere și a Materialelor de Construcții
- 1978 - 1981 -- viceprim-ministru al Guvernului
- 1978 - 1981 -- conduce ca președinte Consiliul de Coordonare a dezvoltării bazei energetice și a funcționării sistemului energetic național. Simultan conduce Ministerul Minelor și al Geologiei.
- 1981 -- Cu ocazia  Plenarei Comitetului Central al PCR din 25 - 26 noiembrie 1981 se decide excluderea lui Virgil Trofin din Comitetul Central, dândui-se "vot de blam cu avertisment"
- 1982 - 1984 -- conduce ca director IAS-ul Mircea Vodă din județul Călărași.

## Distincții
- Medalia „A cincea aniversare a Republicii Populare Române” (24 decembrie 1952) „pentru lupta și munca duse în vederea făuririi, consolidării și prosperării Republicii Populare Române”[7]
- Ordinul „23 August” clasa a III-a (12 august 1959) „pentru merite deosebite în opera de construire a socialismului”[8]
- Medalia „40 de ani de la înființarea Partidului Comunist din Romînia” (6 mai 1961) „pentru merite în activitatea de partid și întărirea regimului democrat-popular”[9]
- Ordinul Muncii clasa I (30 aprilie 1962) „pentru merite în munca de educare și mobilizare a tineretului la construcția socialismului”[10]
- Ordinul „Steaua Republicii Populare Romîne” clasa a II-a (18 august 1964) „pentru merite deosebite în opera de construire a socialismului, cu prilejul celei de a XX-a aniversări a eliberării patriei”[11]
- Ordinul „Tudor Vladimirescu” clasa a II-a (30 aprilie 1966) „cu prilejul celei de-a 45-a aniversări de la înființarea Partidului Partidului Comunist din România, pentru merite deosebite în opera de construire a socialismului”[12]
- Medalia „A XXV-a Aniversare a Eliberării Patriei” (4 august 1969) „pentru merite deosebite în lupta împotriva fascismului, în eliberarea țării, în războiul antihitlerist, în instaurarea puterii democrat-populare și construirea socialismului în Republica Socialistă România, cu prilejul celei de-a XXV-a aniversări a eliberării patriei”[13]
- titlul de Erou al Muncii Socialiste și medalia de aur „Secera și ciocanul” (4 mai 1971) „cu prilejul aniversării a 50 de ani de la constituirea Partidului Comunist Român, [...] pentru merite deosebite în opera de construire a socialismului”[14]
- Medalia „25 de ani de la proclamarea Republicii” (26 decembrie 1972) „pentru merite deosebite în opera de construire a socialismului, cu prilejul aniversării a 25 de ani de la proclamarea Republicii”[15]